# 더 발룬티어스
더 발룬티어스는 대한민국의 음악 그룹이다. 2021년 정규 앨범 [The Volunteers]로 데뷔했다.

## 음반
- The Volunteers (2021)

## 공연
- 2021 펜타포트 락 페스티벌 (2021)
- Join the TVT Club (2021)
- This is TVT Club (2022)
- KB Pay X 인천펜타포트락페스티벌 2022 (2022)
- 부산 국제 록 페스티벌 (2022)
- Slow Life Slow Live 2022 (2022)
- 인천 펜타포트 락 페스티벌 (2023)
- TVT NORTH AMERICA TOUR 2024 (2024)

| Slow Life Slow Live 2022 |

| Slow Life Slow Live 2022 |